# Сытник, Александр Васильевич
Александр Васильевич Сытник (24 января 1920, Батурин — 2 ноября 1992 или 20 октября 1991, Киев) — советский украинский скульптор, педагог. Автор ряда памятников в Днепропетровске.

## Биография
Родился 24 января 1920 года в селе Батурин Черниговской области Украинской ССР.
С детства увлекался живописью. В шестнадцать лет написал маслом автопортрет.
Окончил Одесское художественное училище.
В 1939 году поступил в Ленинградскую Академию художеств.
В 1941 году ушёл добровольцем на фронт.
После войны окончил Ленинградскую Академию художеств. Дипломная работа была отмечена первой премией и находится в музее Академии художеств. Её копия находилась в музее имени Ленина в Киеве.
С 1952 года жил в Днепропетровске
В 1952—1966 годах преподавал в Днепропетровском художественном училище класс скульптуры.
С 1971 года проживал в Киеве, преподавал в Киевском художественном училище.
Умер в 1991 году. Похоронен на Байковом кладбище.

## Творчество
Участвовал как автор в сооружении следующих памятников в городе Днепропетровске:
- Памятник Гоголю на пересечении проспекта Карла Маркса и улицы Гоголя (открыт 17 мая 1959 года, скульпторы А. Сытник, Э. Калишенко, А. Шрубшток).
- Памятник М. В. Ломоносову на пересечении проспекта Карла Маркса и улицы Кирова, напротив Горного Университета (открыт 25 июня 1971 года. Авторы: скульптор А. В. Сытник, архитекторы Г. И. Панафутин и В. С. Положий).
- Памятник Герою Советского Союза генералу Е. Г. Пушкину, на пересечении проспекта Карла Маркса и проспекта Гагарина (представляет собой танк Т-34 на постаменте. Установлен в 1967 году, по проекту скульптора А. В. Сытника и архитектора И. Б. Мигая).
- «Скорбящая юность» — памятник студентам Днепропетровска, погибшим в годы Великой Отечественной войны, Парк имени Т. Шевченко, у ДК студентов (установлен в 1967 году, А. В. Сытник, В. И. Щедрова, К. И. Чеканев,, арх. Нескоромный И. И.).
- Памятник студентам и преподавателям Днепропетровского университета железнодорожного транспорта, погибшим в годы Великой Отечественной войны, улица Лазаряна, 1, в сквере университета, (14 ноября 1967, А. В. Сытник, Чеканев К. И., Щербаков В. И., арх. Зайченко И. Р.).
- Памятник В. И. Ленину, проспект Калинина, перед ДК имени Ильича, (1957, А. В. Сытник, Жирадков А. И., арх. Щербаков Д. И.). Памятник демонтирован 26 февраля 2014 года, отправился на завод имени Петровского. Особенностью данного памятника было то, что он был нетипичен — вождь поднимал практически вертикально правую руку, в которой держал кепку[1].
- Бюст А. К. Войцеховича (1877—1957), расположен в западной части Парка имени Чкалова (установен в 1958 году, А. В. Сытник, арх. Положий В. С.).

У себя на родине в Батурине А. В. Сытник создал памятник односельчанам, погибшим во время Великой Отечественной войны.